# Resolució 318 del Consell de Seguretat de les Nacions Unides
La Resolució 318 del Consell de Seguretat de l'ONU, aprovada el 28 de juliol de 1972 després de reafirmar les resolucions anteriors sobre el tema, el Consell va aprovar les recomanacions de la comissió establerta a la resolució 253. El Consell va condemnar tots els actes que violaven les disposicions de les resolucions anteriors i va demanar a tots els estats que continuessin tenint relacions econòmiques i d'altre tipus amb la República de Rhodèsia per aturar immediatament i exigir que tots els estats membres complissin escrupolosament les seves obligacions en virtut de les resolucions anteriors. A continuació, la resolució va demanar al Secretari General que proporcionés tota l'assistència adequada a la comissió establerta a la resolució 253.
La resolució es va aprovar amb 14 vots a cap, amb una abstenció dels Estats Units.